# Quittner János
Quittner János (szlovákul: Ján Quittner) (kiejtés:  [Ján Kwittna]) (Pozsony-Vereknye, 1941. szeptember 27. – 2024. június 21.) szlovákiai magyar táncművész, néptánc-koreográfus, folklorista, a ma Szőttes Kamara Néptáncegyüttes néven működő együttes alapítója, 1983-ig vezetője, rendezője és koreográfusa.

## Családja
Egy több száz éves pozsonyi család negyedik gyermeke. Nagyapja Quittner Jakab Pál (†1942) magas rangú katonatiszt volt. Nagyanyja Anna von Wiezenberg (†1944).
Anyai ágon nagyapja Párkánynánay Cseresznyés János magas rangú katonatiszt volt (†1941). Nagyanyja, Világi Álló Franciska a csallóközi Nadasdon született (†1943). Nagyszülei mindkét ágon a pozsonyi András temetőben nyugszanak, de sírhelyeiket sajnálatosan a nyolcvanas évek közepén sok magyar és német sírral együtt elsimították.
Édesapját, Quittner Sándort a családi hagyományokhoz híven katonai pályára szánta az apja, így már 16 éves kadétként orosz fogságba esett az I. világháborúban, majd Trianont követően csak tíz év múltán jutott haza, Pozsonyba (†1962). Édesanyja, Párkánynánay Cseresznyés Irén 1978-ban halt meg. Ők a pozsonyi Márton temetőben nyugszanak.
1961-ben, húszévesen feleségül vette Tekauer Rozáliát, akivel a Csallóközi Dal- és Táncegyüttesben ismerkedett meg. Gyermekeik Pozsonyban születtek, 1962-ben Yvett Anna lányuk, 1963-ban fiuk, János Sándor.

## Életrajza

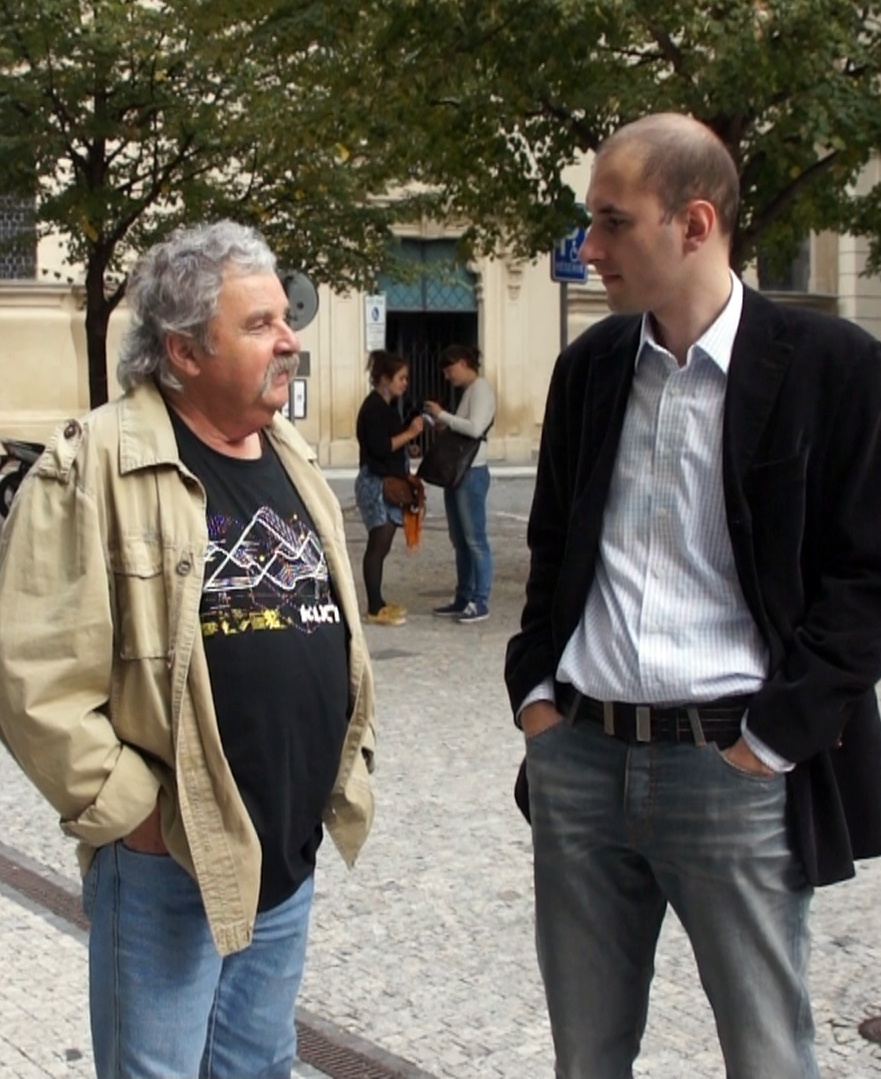
Quittner János Prágában 2012-ben

1947–1952-ben szülőfalujában, Pozsony-Vereknyén végezte az alapiskola első öt osztályát. 1952–1959-ben a pozsonyi Május 1. téri művészeti irányzatú, kilencéves polgári középiskolába járt. Édesapja döntése volt, hogy szlovák iskolába kerüljön, ha már „osztályellenségként” a Beneš-dekrétumok bélyegével kell élnie, csökkentse számára a lehetséges súrlódási felületeket. A művészetre nevelő polgári iskola jegyezte el, akarva-akaratlan, a tánccal, s a hozzá kötődő színpadi művészetekkel. 
Már a középiskolában eljárt a pozsonypüspöki táncpróbákra a Felső-csallóközi Népi Együttesbe, majd később Somorjára, a Csallóközi Dal- és Táncegyüttesbe.
1963–1967-ben elvégezte az amatőr koreográfusok és együttesvezetők távtanfolyamát. Ezt szakérettségiként ismerték el az állami népművelési intézmények. Később ugyanebben az intézetben 1969–1983 között állandó óraadó tanár volt.
1964–1973 között több alkalommal táncos-koreográfus ösztöndíjasa volt a Magyar Állami Népi Együttesnek.
1969-ben Pozsonyban a Csemadok néptánc szakelőadójaként létrehozta a Szőttes Kamara Néptáncegyüttest.
1973–1977-ben a pozsonyi Színház- és Zeneművészeti Főiskola (VŠMU) koreográfus-rendező szakán levelező tagozaton tanult, itt szerezte meg diplomáját 1977 decemberében.
1983 márciusában, mivel nem látta biztosítottnak a Szőttes jövőjét, nem tért haza élete első Nyugat-Európai útjáról. Családjával együtt 1983 végén kivándorolt Ausztráliába.
1984-től 87-ig Melbourne-ben gyári rakodómunkásként dolgozott, de már 1984-ben létrehozta az Új Szőttes Néptáncegyüttest és a Melbourne-i Magyar Központ segítségével a gyári munka mellett tánciskolát vezetett. Később óraadó tanárként dolgozott több ausztráliai tánciskolában (Victorian College of The Arts, Priscilla's Character Dance School, Margaret Walker Folk Dance Centre, Blacktown Dancers). 1985-től mindemellett vezette a tanítványai által alapított Melbourne-i "QUJ" Charakter & Folkdance Theater-t. Ausztráliában koreografált nemcsak a magyar, hanem a szlovák, horvát és egy őshonos "abo" táncegyüttesnek is.
1990-ben visszatér Európába. Magyarországon, Dunaszigeten telepszik le. Mivel a Szőttesben nem tartanak igényt tudására, vendégkoreográfusként kezd dolgozni a Szlovák Állami Népi Együttesben (SĽUK). 1991-ben közéleti személyiségek unszolására megpályázza, majd elnyeri az Ifjú Szivek igazgatói posztját, ahol 1993-ig tevékenykedik.
1994-ben Németországban a Szerb Nemzeti Együttesnél dolgozik vendégrendezőként, közben a Magyar Állami Népi Együttes igazgatójának művészeti tanácsadójaként dolgozik.
1995-ben visszatér Ausztráliába, tovább folytatja munkáját a "QUJ" Charakter & Folkdance Theater-ben és elkezdi szervezni, rendezni a C.U.B. Malthause Theater-ben az István, a király rockopera ausztrál verzióját. 1996 végén újra visszatér Európába, ahol rendez Németországban (Alvó lovagok), forgatókönyvet ír és megrendezi a Rege és üzenet című műsort a Gombaszögi Kulturális Napokra, valamint megírja, megrendezi a dunaszigeti „Tündérrózsa” Hagyományőrző Egyesületnek a Tüzet gyújtunk, szeretetet osztunk című táncszínházi produkciót.
1998-ban két évre újra a déli félteke lesz az otthona. Rendez, forgatókönyveket ír, és vezeti a QUJ Táncszínházat.
2000-ben visszatér Dunaszigetre, ahol megírja a forgatókönyvét, majd megrendezi a millenniumi falunapot A tűznek nem szabad kialudni címmel. A következő év termése a Magyarok találkozója a Duna két partjáról, majd 2002-ben újra a gombaszögi műsor a feladat. A zenés színház témája Mosonmagyaróváron kel életre, ahol megrendezi a Muzsikáló dívák című műsort. A következő években újra Ausztrália, majd Magyarország Quittner János otthona.
2006-ban Melbourne-ben megrendezi a város egyik főterén az 1956-os forradalom évfordulójára a Pro Patria, Pro Libertate című rockballadát, majd 2009-ben bemutatják a Magyar Központban a Megfeszített című rockoperát. A bemutató után visszatér Európába. Barátai, tisztelői Dunaszerdahelyen rendeznek számára műsort hetvenedik születésnapjára.
2006-ban 65 évesen Csáky Pál miniszterelnök-helyettes a Szlovák Köztársaság Ezüstplakettjével tünteti ki.
2006-ban Melbourne-ben megrendezi a város egyik főterén az 1956-os forradalom évfordulójára a Pro Patria, Pro Libertate című rockballadát, majd 2009-ben bemutatják a Magyar Központban a Megfeszített című rockoperát. A bemutató után visszatér Európába. Barátai, tisztelői Dunaszerdahelyen rendeznek számára műsort hetvenedik születésnapjára.
2011-ben Rudolf Chmel miniszterelnök-helyettes a Szlovák Köztársaság Aranyplakettjét adományozza a hetvenéves Quittner Jánosnak, a Szőttes Kamara Néptáncegyüttes alapítójának, koreográfus-rendezőnek a néptáncmozgalom és a kultúra terén kifejtett több évtizedes tevékenysége elismeréséül.
2011-ben jelent meg a Microgramma kiadónál Haraszti Gyula szerkesztésében  „A mozgás mestersége” című könyv, valamint elkészült a  „Vereknyétől Melbourne-ig” című film.

## Quittner János alkotásai 1962-től

### Koreográfiák 1962–65 között, a vereknyei, majd a pozsonypüspökivel egyesült Kis Duna Táncegyüttesben
- Huszártánc (Molnár István nyomán)
- Csárdás és Friss
- Cigánytánc
- Kubrai tréfás (Eleonóra Kubalová nyomán)
- Cifrázás; Válaný (gyetvai páros tánc)
- Odzemok és Zbojník
- Mulatságban
- Leánytáncok
- Regrutabúcsúsztató (Horváth S. Rezső nyomán)
- Múltunk és a ma (Válogatott páros táncok)
- Verbunkos (Takács András, Kossuth-verbunk nyomán)
- Kapuzók és játékok
- Gömöri kopogó
- Szálkai mulatság (Horváth S. Rezső nyomán)
- Bodrogközi konyhatánc
- Erdélyi férfitánc
- Morvaskoslovacko-i táncok (Verbunk és Hojdaná)
- Gopak (Ukrán tánc)
- Kopanicei táncok
- Botoló és csárdás

### 1965–69 a dunaszerdahelyi Csallóközi Dal- és Táncegyüttesben
- Legényvásár (zene: Ág Tibor)
- Megjöttek már a cigányok (zene: Ág Tibor)
- Pórul járt büszke legény (zene: Ág Tibor)
- Csata előtt (zene: Ág Tibor)
- Székely verbunkok nyomában (zene: Ág Tibor)
- Kelet-szlovákiai karikázó (zene: Ág Tibor)
- Polka dallamok (Horváth S. Rezsővel; zene: Klebercz Sándor)
- Strasák v zelí – Madárijesztő (Horváth S. Rezsővel)
- Kapuvári verbunk (zene: Ág Tibor)
- Botoló és csárdás (zene: Ág Tibor)
- Csárdás és friss (zene: Banyák István)
- Böjti játékok és táncok (zene: Ág Tibor)
- Karikázók (zene: Ág Tibor)
- Bihari emlék (zene: Banyák István)
- Párban (zene: Banyák István)
- Gömöri hangulatok (zene: Ág Tibor)
- Csallóközi lakodalmi képek (zene: Ág Tibor)
- Bodrogközi variációk (zene: Ág Tibor)
- Forgatós és friss (zene: Ág Tibor)
- Siratók (zene: Klebercz Sándor)
- Ismeretlen átok (Sztravinszkij-zene és Ady-vers)
- Kit botolnak (zene: Klebercz Sándor)
- Néz a szemembe (zene: Klebercz Sándor)
- Sikoltás a mába (zene: Klebercz Sándor)

### 1965–69 az érsekújvári Napsugár Táncegyüttes
- Virtuskodók*
- Bodrogközben*
- Kéméndi esték* (Szombat Mariannal együtt)

### 1965–69 a Dunaszerdahelyi járás csoportjainál, és a járási továbbképző szemináriumain
- Tavaszvárás (nyékvárkonyi Csemadok tánccsoport, 1965)
- Elnépiesedett polgári táncok (nyékvárkonyi Csemadok tánccsoport, 1966)
- Berzétei verbunk és csárdás (a dunaszerdahelyi magyar gimnáziumban működő utánpótló tánckar, 1965)
- Vásárúti táncok (Vásárúti Hagyományőrző Együttes)
- Bársony verbunk és páros táncok (a dunaszerdahelyi magyar gimnáziumban működő utánpótló tánckar, 1965)
- Zsérei csárdás (a dunaszerdahelyi szlovák gimnáziumban működő utánpótló tánckar, 1966)
- Gyermekjátékok I. (Dunaszerdahelyi járási továbbképző szeminárium, 1965)
- Csárdás és friss (Dunaszerdahelyi járási továbbképző szeminárium, 1965)
- Gyermekjátékok II. (Dunaszerdahelyi járási továbbképző szeminárium, 1966)
- Kis-Duna menti gyermekjátékok (pozsonyeperjesi magyar alapiskola gyermek tánccsoportja, 1967)
- Felső-Csallóköz táncai (Dunaszerdahelyi járási továbbképző szeminárium, 1966)
- Gyermekjátékok III. (Dunaszerdahelyi járási továbbképző szeminárium, 1967)
- Mátyusföld táncai (Dunaszerdahelyi járási továbbképző szeminárium, 1967)
- Gyermekjátékok IV. (Dunaszerdahelyi járási továbbképző szeminárium, 1968)
- Vásárúti táncrend (Dunaszerdahelyi járási továbbképző szeminárium, 1968)
- Vámosfalusi Bársony verbunk és csárdás (Dunaszerdahelyi járási továbbképző szeminárium, 1968)
- Magyarbődi táncok (magyarbődi hagyományőrző együttes, 1969)
- Kéméndi táncok (Dunaszerdahelyi járási továbbképző szeminárium, 1969)
- Csallóközi aprók tánca (Dunaszerdahelyi járási továbbképző szeminárium, 1969)
- Magyarbődi karikázó (Dunaszerdahelyi járási továbbképző szeminárium, 1969)
- Csárdás, verbunk és friss (Csallóközi Dal- és Táncünnepély, 4 együttessel, 1969)

### 1959–1972 Slovkoncert és KDK haknizó számok
- Csárdás rondó
- Cigány kettős
- Verbunkos
- Kard tánc
- Odzemok; suchom
- Csárdás csapás
- Polka a skákaná
- Csillog-villog
- Keringők szárnyán
- Marosszéki
- Pontozó
- Botoló és csárdás
- Bihari h-moll klasszikus verbunkos
- Az A-dúr csárdás nyomán
- Részletek a II. Magyar rapszódiából
- Középkori táncok
- Cigány szerelem
- Tangó világában
- Átok világában
- Álom világában
- Csavargó
- Suplater und lander
- Cifrovačka a válaný
- Verbunk a treščak

### 1969–82 a Szőttes Népművészeti Csoportban a „Tűznek nem szabad kialudni”, és „Mezőkapuban” című műsorokban
- Három erdélyi tánc (zene: Ág Tibor)
- Csallóközi hangulatok (zene: Ág Tibor)
- Alkony (zene: Ág Tibor)
- Így járta a nagyapám is... (zene: Ág Tibor)
- Cigány duó
- Lassú legényes
- Cigány botoló
- Verbunk és treščak (Kvočák József nyomán)
- Fordulj, botom, fordulj! (zene: Ág Tibor)
- Karikázunk, karikázunk
- Bodrogközi szvit (Takács András nyomán)
- Verbunk és csárdás
- Pontozó
- Ketten; Pontozó a „Kaszák éneke” című műsorban (45 perces műsor IX képben Gyurcsó István verseire)

### A „‘74-ben szőttük” című műsorban (1973–74)
1. Egy a sok közül (12 perces kép); (zene: Papp Sándor)
2. Változatok egy bodrogközi motívumra (zene: Ág Tibor)
3. Gömöri képek (24 perces kép); (zene: Ág Tibor)
4. Od Myjavi (Štefan Zimával); (zene: Jozef Farkaš)
5. Mátyusföld táncok (Takács Andrással); (zene: Németh-Samorínszky István)
6. Három erdélyi tánc (I. átdolgozás); (zene: Ág Tibor)
7. Györgyfalvi legényes (Rábai Miklós által engedélyezett átdolgozás 4 férfira)
8. Katonakísérő (zene: Ág Tibor)a „Szerelmek, és nászok” (néptáncszínház VIII. képben, 1976)
9. Katonakiérő és vérnász (22 perces kép); (zene: Ág Tibor)
10. Tavasz (12 perces kép); (zene: Ág Tibor)
11. Sas szerelem (9 perces kép, Frimmel Michallal közösen)
12. Játékos szerelem (8 perces kép, Frimmel Michallal közösen)
13. Pusztai szerelem (11 perces kép, Balogh Mártonnal); (zene: Berki László)
14. Kedden, Medvesálján (10 perces kép); (zene: Ág Tibor)
15. Csütörtökön Kéménden (12 perces kép); (zene: Ág Tibor)
16. Szombaton Ipolyvidéken – Lakodalmi képek (24 perces kép);(zene: Ág Tibor)

### a „Tavasz Trilógia” (tánceposz, 1978)
VII egymásba olvadó képben, 53 perc (zene: Vízöntő egy.) „Mese, mese, mátka” (gyermekeknek alkotott táncszínház, 1980)
1. Mese, mese, mátka és a kovács király
2. Csallóközi panaszosok
3. Siheder, Virgonc és a Pacsirta
4. Pökhendi Pökhend és kísérete (zene: Ág Tibor)
5. A Pacsirta belépője
6. Villőző lányok
7. Hangoskodók, virtuskodók
8. Ipolymenti násznép (zene: Ág Tibor)
9. Siheder és Pacsirta
10. Rátózó lányok

### „Ugorjunk a táncba”, 1982
1. Eszközös férfi táncok
2. Mars és friss
3. Vasvári és friss (zene: Ág Tibor)
4. Sallai verbunk
5. Szóló magyar
6. Bélyi csárdás csapás
7. Három pár, a Három erdélyi táncba, (A Három erdélyi tánc újraalkotása); (zene: Ág Tibor)
8. Üveges lassú és friss (Horváth Strieženec Rezső nyomán); (zene: Ág Tibor)
9. Pilikézés, karikázó és gyertyás tánc
10. Kéméndi lassú és friss (zene: Ág Tibor)
11. Sa phale tuhte pirhav (zene: Tibor Andrašovan)

### 1969–82 között más együttesekben alkotott koreográfiák
1. Martosi táncok (szinai Rozmaring Táncegyüttes)
2. Gömöri táncok (szinai Rozmaring Táncegyüttes)
3. Katonanóta (nagyidai Ilosvai Táncegyüttes)
4. Bélyi táncok (kassai Dargov Táncegyüttes)
5. Kaposkelecsényi cigánytáncok (nagymihályi /Michalovce/ Zemplín Táncegyüttes)
6. Bélyi csárdás csapás (nagymihályi Zemplín Táncegyüttes)
7. Kállai kettős (kassai Új Nemzedék)
8. Csallóközi lakodalmas (kassai Új Nemzedék)
9. Kapuvári verbunk (Nagykaposi Táncegyüttes)
10. Pontozó és forgatós (Kassai Új Nemzedék)
11. Hej redovy, redovy (szinai Rozmaring Táncegyüttes)
12. Csallóközi lakodalmas (Csallóközi Néptáncegyüttes)
13. Táncrend közötti leánytáncok (Csallóközi Néptáncegyüttes)
14. Pri Tisi – Tiszatáj táncai (homonnai /Humenné/ táncegyüttes)
15. Fennsíki táncok (kassai Dargov Táncegyüttes)
16. Fennsík hagyományos táncai (szilicei-borzovai hagyományőrző csoport); a Kalocsai Nemzetközi Fesztiválra
17. Parchovani hagyományos táncai (parchovani hagyományőrző csoport); a Kalocsai Nemzetközi Fesztiválra
18. Magyarbődi táncok (magyarbődi hagyományőrző csoport)
19. Györkei táncok (györkei hagyományőrző csoport)
20. Csallóközi regruták (Csalló Táncegyüttes)
21. Jókai táncok (jókai hagyományőrző csoport)
22. Tance z Bielu (kassai Dargov Táncegyüttes)
23. Pod palicou (Zemplín Táncegyüttes, Nagymihály/Michalovce)
24. Maďarské tance zo Zemplínu (Zemplín Táncegyüttes, Nagymihály/Michalovce)

### 1977: Diplomamunka a VŠMU-n; „Mozaik” – rokonági válogatás a Kárpát-medence táncaiból
- 1./ Gyermekek a táncban (Apró Szőttes)
- 2./ De Bota, Haudau, és Invirtída (SĽUK)
- 3./ Régi réteg férfitáncai (MANE, Sajti Sándor Liszt-díjas, Balogh Márton; LÚČNICA és SZŐTTES; Varga Ervin)
- 4./ Vasvári csárdás (Szőttes)
- 5./ Csárdás csapás (Szőttes)
- 6./ Pozdišovcei friss (SĽUK & Szőttes)
- 7./ Igram kolo (SĽUK)
- 8./ Lakodalmi szertartásos táncok (SĽUK & Szőttes)
- 9./ Régi réteg páros táncai (SĽUK & Szőttes)

### 1969–82 között fesztiválokra alkotott koreográfiák
1. Alsó-zempléni táncok (Zselízi ONF); 60 pár
2. Tavaszi leánytáncok (Gombaszögi CSEMADOK OKN)
3. Bélyi táncok (Gombaszögi CSEMADOK OKN); 50 pár
4. Kéméndi táncok (Gombaszögi CSEMADOK OKN); 80 pár
5. Csallóköz táncai (Zselízi ONF); 42 pár
6. Nyoszolyafektetés (Zselízi ONF); 60 pár

### 1965–75 között amatőr színjátszó csoportok, irodalmi színpadok számára alkotott koreográfiák, mozgásrendezések
1. Csallóközi Színház, Dunaszerdahely Antigoné és mások (rendező: Riedl Sándor) Hajnalok (rendező: Molnár János) *** (rendező: Szuchy M. Emil és Molnár János)
2. Híd Irodalmi színpad Dunaszerdahely (rendező: Szuchy M. Emil)
3. Pozsonyi Duna utcai Magyar Iskola Gyermekszínpada, Csönd és Béke (Vörös Sándor-versek, Sebő együttes, LGT...; rendező: Galán Géza)
4. Vásárúti Színjátszó csoport *** (rendező Szabó Károly)

### 1967–82 között a Komáromi MATESZ, és Kassai THÁLIA és más hivatásos színházakban alkotott koreográfiák
1.- 6. Hadabasaban (MATESZ); (rendező Konrád József)

7.- 10. Fehér éjszakák (MATESZ); 

11.- 15. Sztriptíz a borbélyházban (THÁLIA); (rendező Galán Géza)

16.- 26. Énekes madár (THÁLIA); (rendező Beke Sándor)

27.- 32. Csongor és Tünde (THÁLIA); (rendező Beke Sándor)

33.- 40. Vitéz lélek (THÁLIA); (rendező Beke Sándor)

41.- 49. Szélkötő Kalamona (THÁLIA); (rendező Gágyor Péter)

50.- 60. Töklámpás (MATESZ); (rendező Holocsy István)

61.- 68. Szeretve mind a vérpadig (MATESZ); (rendező Takács Emőd)

69.- 77. Othello (MATESZ); (rendező Beke Sándor)

### 1970–82 között televíziónak, filmekhez alkotott koreográfiák
1.- 6./ A Szőttes bemutatkozik (TV Bratislava, 1972)

7./ Hirosima (TV Bratislava–Pozsony, 1975)

8.- 12./ Gömöri hangulatok (TV Košice-Kassa)

13.- 18./ Amikor a kedves búcsúzott (TV Košice, 1976)

19.- 27./ Ja milujem, ty miluješ (Slovenská filmová tvorba, Bratislava–Pozsony, 1976–77)

28.- 35./ Örökség – néptánc hagyományőrző sorozat (TV Bratislava–Pozsony, 1978)

36.- 47./ Sapale Tuthe Phirav (TV Bratislava–Pozsony, 1980–81)

### 1983: a Müncheni Franz Klaus Tancz Schule-ban és a Trika Táncegyüttesben
1. Harangoznak a templomban (Zoboraljai leánytáncok)
2. Kezdődik a tánc (nyitány)
3. Csárdás és sebes
4. Gömörben
5. Mátyusföldön
6. Latorca; a Bodrogközben
7. Verbunkok
8. Forgatós és verbunk

### 1984–86: a Melbourne-i Új Szőttes Néptáncegyüttesben
1. Zempléni táncok
2. Sárközi karikázó
3. Párban (Vasvári és friss)
4. Legényes és forgatós
5. Lakodalmi képek az Ipoly mentéről
6. Kalocsai, mars
7. Verbunk 1848-ban
8. Gyertyás, pilikézés, visszatérés
9. Csárdás és friss

10.-17. Pünkösdi királyság (45 perces szórakoztató műsor)

### 1985–86: a Melbourne-i Hrvatsko Bratstvo Néptáncegyüttesben
1. Lakocsai csizmaverő
2. Kóló & Drmes
3. Igram kolo kika mi se vije

### 1985-től 1986-ig a Melbourne-iVictorian College Of The Arttáncosztályainak évzáró koreográfiái
1. Transilvanian Dream’s – Erdélyi álmok (art class, 1985)
2. Tatra Dancer’s – Tátrai táncosok (form 8., 1985)
3. Hungarian Dance from IXX. centuri (form 7., 1985)
4. Rut’s & Dream’s – Gyökerek és álmok (form 8. & art class, 1986)
5. Körmagyar (form 7 art class, 1986)
6. Australians in Hungarian Dance – Ausztrálok a magyar táncban
7. Sadness Dream – A szomorúság álma (form 7.& 8.& art class, 1986)

### 1986-tól 1989-ig a Canberra-i Priscilla World Dance School
1. Chorea Bohemika (cseh táncvilág)
2. Day-dream – Ábrándozás (lánctáncok)
3. Day-bream – Hajnal-álmok (kelet- és nyugat-európai gyertyás táncok)
4. Dancing-hall – Táncterem (forgó, és forgatós táncok)
5. Chorea World Dreams – Világ táncálmok

### 1985–1996: a Melbourne-i Ľ. Štúr Szlovák Néptáncegyüttesben
- 1./ Ozveny a premeny (Visszhangok és átváltozások)
- 2./ Délvidéki szlovák táncok
- 3./ Zemplinsky čardáš a čapáš
- 4./ Kopanice (myjavai táncok Eva Ponicannel)
- 5./ Délvidéki szlovák lakodalmas Anka Guljasovával)
- 6./ Lavertoni legénybúcsú (ausztráliai szlovákok ma, Andy Guljas-al)
- 7.- 14./ Karácsonyi szokások (egész estés műsor VII képben)
- 15.- 22./ Egy év a falun (egész esti műsor IX képben)
- 23./ Délvidéki regruta táncok (Vlatko Dubovskyval)
- 24./ Ausztráliai szemmel – délvidéki szlovák táncok (Z. Poninger-rel)
- 25./ Tancujeme (Táncolunk; Anka Boudissal)
- 26./ Tréning a színpadon (Eva Ponican & John Johanides)

### 1988–89: a Sydney-i Szlovák Néptáncegyüttesben
1. Sólo maďar & Rezká
2. Do Saflika (Szepesi forgató)
3. Podpolianská cifrovačka (Gyetva környéki cifrázók)
4. Šatkový a válaný

### 1985–89 a Sydney Blacktown Dancer’s Dance Theaterben és a Margaret Walker Dance Centre-ben
1. Virtus Szatmárban
2. Marsolás a Streeten
3. Egyedül (lassú legényes)
4. Magyarok Ausztráliában
5. Szlovákok Ausztráliában
6. Gylong-i Gypsick és őseik
7. Kólók és chorák
8. Polkák világa

### 1985–87: a Sydney-i Kodály Táncegyüttesben
1. Gömör táncai
2. Botolók és kanásztáncok
3. Tavaszköszöntő leánytáncok

### 1985–88: a Sydney-i Palotás Táncegyüttesben
1. Alsó-zempléni táncok
2. Székelyföldi táncok
3. Marosszéki forgatósok

### 1985-től a Melbourne-i Magyar Kultúrkör Néptáncegyüttesben
1. Szatmári táncok
2. Nyitány
3. Kalotaszegi páros táncok
4. Vizmegesi katonanóta
5. Vasvári verbunk és friss csárdás
6. Csallóközi táncok
7. Martosi táncok
8. Lakodalmi hangulatok

### 1985-től 2000-ig a Melbourne-i QuJ TÁNCSZÍNHÁZ Character & Folkdance Theatre
- 1./ Szálak és kötelékek
- 2./ Tempók és gyökerek
- 3./ Vasvári párválasztó
- 4./ Érintések
- 5./ Klasszikus verbunkos
- 6./ Nők; Walid (söprűs táncok)
- 7./ Viaskodók (cigánytáncok)
- 8./ Csizmaverő és kóló
- 9./ Emberpár (legényes és marosszéki)
- 10./ Marsolás és nyitány
- 11./ Erdélyi emlékeim
- 12./ Vizmegesi csárdás csapás
- 13./ Sorskísérő vérnász (29 perces tánceposz)
- 14./ Korcsos
- 15./ Magyarok a Buschdance-ban
- 16./ Vasvári és friss
- 17./ Tiszaháti csárdás csapás
- 18./ Seregek között – Ábel és Káin
- 19./ Szerelem, szerelem (Foltín Jolán Ugrósa nyomán)
- 20./ Tánczene (marosszéki forgatósok)
- 21./ Bemelegítünk
- 22./ Honfoglalás (nem volt bemutatva)
- 23./ Tánc a hóban, tánc a jégen – Don-kanyar / (nem volt bemutatva)
- 24./ Álom és rege / (nem volt bemutatva)

## Rendezései

#### 1962 októberétől
- 1./ Tegnap és ma; esztrádműsor – vereknyei Kis-Duna Táncegyüttes,
- 2./ Vigadjunk; esztrádműsor – vereknyei Kis-Duna Táncegyüttes, 1964
- 3./ Változások; – vereknyei és pozsonypüspöki Kis-Duna Táncegyüttes, 1964
- 4./ Ajándék az árvízkárosultaknak... – Kis-Duna Táncegyüttes, 1965
- 5./ Napfényes utakon – Csallóközi Dal- és Táncegyüttes, 1966
- 6./ Hazai tájak – Csallóközi Dal- és Táncegyüttes, 1967
- 7./ Hangulatok táncban – Csallóközi Dal- és Táncegyüttes, 1968
- 8./ Öt ballada, öt tánc (kamaraműsor) – Csallóközi Dal- és Táncegyüttes; 1969
- 9./ A tűznek nem szabad kialudni – SZŐTTES népművészeti csoport, 1970
- 10./ A kaszák éneke – SZŐTTES kamaraműsor, 1971
- 11./ Mezőkapuban – SZŐTTES kamaraműsor, 1972
- 12./ Muzsikáló tájak – SZŐTTES kamaraműsor, 1973
- 13./ ‘74-ben szőttük – SZŐTTES, 1974
- 14./ Szerelmek és nászok – SZŐTTES I. néptáncszínház, 1976
- 15./ Mozaik – Pozsonyi VŠMU koreográfus-rendezői szak, abszolvensi diplomamunka, 1977
- 16./ Újra itt vagyunk – SZŐTTES, 1977
- 17./ Tíz év dallal, tánccal, muzsikával – 10 éves évforduló; SZŐTTES, 1979
- 18./ Tavasz Trilógia – táncszínáz-tánceposz; SZŐTTES, 1978
- 19./ Mese, mese mátka – SZŐTTES gyermek táncszínház, 1980
- 20./ Válogatás a dramatikus alkotásokból – SZŐTTES gyermek táncszínház, 1981
- 21./ Ugorjunk a táncba – SZŐTTES táncszínház, 1982
- 22./ ÚJ SZŐTTES – 1984
- 23./ ÚJ SZŐTTES – 1985
- 24./ Szálak és kötelékek – QuJ Táncszínház, 1985
- 25./ Sorkísérő vérnász – QuJ Táncszínház, 1985–86
- 26./ Pünkösdi Királyság – QuJ Táncszínház, 1986
- 27./ Mumba Festival

#### Vendégrendezései és forgatókönyvei 1962 októberétől máig
- 1. – 2./ Éberhardi Béke-ünnepély főműsorai; ‘62; ‘64
- 3. – 8./ Csallóközi Dal- és Táncünnepély főműsorai; ‘65; ‘66; ‘67; ‘68; ‘69
- 9.- 12./ Bihari Napok főműsorai; ‘66; ‘67; ‘68; ‘69;
- 13.- 15./ Nagyszarvai Béke-ünnepély főműsorai; ‘66; ‘67; ‘68;
- 16.- 29./ Gombaszög; ‘69; ‘70; 71; ‘71; ‘73; 74; ‘75; ‘77; ‘77; ‘78; ‘79 ‘80; ‘81; ’82 Gombaszögi, Csehszlovákiai Kulturális Napok főműsora; az Eurovíziós TV egyenes adása a TV Košice számára
- 30.- 42./ A Zselízi ONF főműsorai; ‘69; ‘70; 71; ‘71; ‘73; 74; ‘75; ‘77; ‘78; ‘79 ‘80; ‘81; ’82;
- 43./ a Müncheni Trika Táncegyüttes műsora

### Egész estét betöltő színházi és egyéb szabadtéri alkotásai 1990–2009
- 1.) MAŤ MOJA – AZ ÉN ANYÁM (Táncszínház) 1990–1991

Ötlet, forgatókönyv, rendezés
SĽUK, Slovenský ľudový umelecký kolektív
Bratislava-Pozsony, Csehszlovákia
- 2.) A SZERETET ÜNNEPE (karácsonyi nagyműsor) 1991

Ötlet, forgatókönyv, rendezés
IFJÚ SZIVEK Magyar Művészegyüttes
Bratislava-Pozsony, Csehszlovákia
- 3.) ČERTOVINY – ÖRDÖGSÉGEK (gyermek táncszínház ) 1991

Rendezés
SĽUK, Bratislava-Pozsony, Csehszlovákia
- 4.) SYN ČLOVEKA – AZ EMBER FIA (zenei színház) 1992

Forgatókönyv, koreográfia, rendezés
SĽUK, Bratislava-Pozsony, Szlovákia
- 5.) SLNOVRAT – NAPFORDULÓ (zenei színház) 1993

Forgatókönyv, koreográfia, rendezés
SĽUK, Bratislava-Pozsony, Szlovákia
- 6.) MARUŠKA (zenei színház, folkmusical) 1994

Forgatókönyv, koreográfia, rendezés
SĽUK, Bratislava-Pozsony, Szlovákia
- 7.) ISTVÁN THE KING (rockopera ) 1995–1996

Dramaturgia, koreográfia, rendezés
Production Istvan The King & C.U.B. Malthause,
QuJ Charakter & Folk Dance Theatre
Melbourne, Ausztrália
- 8.) SPIACI RYTIERI (táncszínház, zenei színház) 1997

Forgatókönyv, rendezés
Germany Sorbiches und Deutsche Theater, Bautzen
- 9.) TÜZET GYÚJTUNK, SZERETET OSZTUNK (táncszínház) 1997

Ötlet, forgatókönyv, rendezés
Mosonmagyaróvár Production House és a Dunaszigeti
TÜNDÉRRÓZSA Néptáncegyüttes, Magyarország
- 10.) REGE ÉS ÜZENET ’98 (táncszínház) 1998

Ötlet, forgatókönyv, rendezés
DUNA TV Budapest és a CSEMADOK OV Produkciós Társulás Hungary & Slovakia
- 11.) ESŐBE REJTETT KÖNNYEK (táncszínház, zenei színház) 1998

Ötlet, forgatókönyv, rendezés
Production Crying In The Rain, QuJ Charakter &
Folkdance Theatre, Melbourne, Ausztrália
- 12.) HÍD – BRIDGE (rockopera) 1998–1999

Rendezés és társdramaturgia
Production Hungarian Community Center, Melbourne, Ausztrália
- 13.) DUNASZIGETI FALUNAP 2000

Ötlet, forgatókönyv, rendezés
Dunaszigeti Önkormányzat és Produkciós Társulás
- 14.) GYÖKEREK NYOMÁBAN (falunap) 2001

Ötlet, forgatókönyv, rendezés
Dunaszigeti Önkormányzat és Produkciós Társulás
- 15.) PO STOPÁCH STRATENEJ HARMÓNIE (hudobno-tanečné divadlo) 2001

Ötlet, forgatókönyv
Production „aquarius” Mgr. P. Tóth
Bratislava, Szlovákia
- 16.) MAGYAROK TALÁLKOZÓJA AZ ÖREG DUNA KÉT PARTJÁRÓL, 2001

Ötlet, forgatókönyv, rendezés
Dunaszigeti Tündérrózsa Hagyományőrző
Egyesület és Produkciós Társulás
- 17.) VOLTUNK, VAGYUNK ÉS MARADUNK (Gombaszög) 2002

Ötlet, forgatókönyv, rendezés
CSEMADOK OV Produkciós Társulás Hungary & Slovakia
- 18.) MUZSIKÁLÓ DÍVÁK (zenei színház) 2002

Ötlet, forgatókönyv, rendezés
Mosonmagyaróvár Produdictine House és a Hármas határ
zenei színház & Desert Trio Hungary
- 19.) Gombaszög, 2003

Ötlet, forgatókönyv
CSEMADOK OV Produkciós Társulás Hungary & Slovakia
- 20.) Gombaszög, 2004

Koncepció (Huszár Lászlónak és Papp Sándornak)
CSEMADOK OV Produkciós Társulás, Szlovákia
- 21.) PRO PATRIA, PRO LIBERTATE (rockballada) 2006

Dramaturgia, forgatókönyv, koreográfia, rendezés
Production PRO PATRIA PRO LIBERTATE Hungarian
Community Center & Federaration Square LTD,
QuJ Charakter & Folk Dance Theatre Melbourne, Australia
- 22.) A MEGFESZÍTETT (rockopera) 2008–2009

Dramaturgia, koreográfia, rendezés
Production Hausde Hungarian Community Center &
QuJ Charakter & Folkdance Theatre Melbourne, Australia

## Könyv
- Quittner János–Bors Éva: Tánckompozíciók; Osvetový ustav, Bratislava, 1971
- Eredeti magyar népi táncok / Pôvodné mad'arské ludové tance; Osvetový ústav, Bratislava, 1973
  - 8. Csallóköz táncai; összeáll. Quittner János
- Quittner János–Sebők Géza: Dél-szlovákiai magyar lakta falvak hagyományos táncai. A szlovákiai magyar néptáncok típusai és dialektusai; Osvetový ústav, Bratislava, 1979

## Kitüntetései
- 2006-ban 65 évesen Csáky Pál miniszterelnök-helyettes a Szlovák Köztársaság Ezüstplakettjével tünteti ki.
- 2010 Csemadok életműdíj
- 2011-ben Rudolf Chmel miniszterelnök-helyettes a Szlovák Köztársaság Arany plakettjét adományozza a hetvenéves Quittner Jánosnak, a Szőttes Kamara Néptáncegyüttes alapítójának, koreográfus-rendezőnek a néptáncmozgalom és a kultúra terén kifejtett több évtizedes tevékenysége elismeréséül.